# Spokornica Magdalena (Canova)
Spokornica Magdalena je marmorna skulptura Marije Magdalene Antonia Canove, visoka približno 90 cm, znana v dveh končnih različicah, zdaj v Genovi in Sankt Peterburgu.

## Genova
Težave pri izdelavi teme so pripeljale Canovo do dveh zelo različnih pripravljalnih del. Prvotna različica iz let 1793-1796 je bila hvaljena na Salonu leta 1808, kar je bilo prvo Canovino delo, ki je tam poželo uspeh. Kip je pridobil francoski komisar Juliot in leta 1808 prešel v roke milanskega zbiratelja Comte Masseo conte Giovanni Battista Sommariva in po njegovi smrti signorja d'Aguada. Pridobil ga je Raffaele de Ferrari, Duca di Galliera, in ga razstavil v svoji palači v Parizu, preden ga je leta 1889 njegova žena Maria Brignole-Sale de Ferrari zapustila zbirki mesta Genova - zdaj je v Palazzo Doria- Tursi, del muzejev Strada Nuova v Genovi.

## Sankt Peterburg
Canova je med letoma 1808 in 1809 izdelal tudi drugo različico za Eugèna de Beauharnaisa, podkralja Italije, ki jo je razstavil v svoji palači v Münchnu. Začetno pripravljalno delo je pokazalo dvignjeno glavo in prekrižane roke, toda pri končnem delu iz let 1808–1809 je glava spuščena, roke pa držijo pozlačen bronast križ, čeprav ta manjka v različici iz let 1808–1809, bodisi pozneje izgubljen ali bolj verjetno zato, ker skulpture mešanega medija v Franciji takrat niso bile sprejete.
Ta različica je ostala v zbirki de Beauharnaisovih naslednikov kot vojvode Leuchtenberga in se tako preselila v Sankt Peterburg, prešla v Državni muzejski fond Sovjetske Rusije in končno leta 1922 v muzej Ermitaž, kjer tudi ostaja.